# Cardenio
Cardenio är ett drama av William Shakespeare och John Fletcher, som gått förlorat. Det räknas till Shakespeares apokryfer.
Cardenio byggde förmodligen på Miguel Cervantes Don Quijote vilken översatts till engelska 1612, och det förlorade dramat finns tillskrivet Shakespeare och John Fletcher 1653. 1727 påstod Lewis Theobald sig ha haft tillgång till tre manuskript av dramat, vilka han sammanställde och satte upp med titeln Double Falshood, som baseras på episoden om Cardenio i Don Quixote.